# Pork Dukes
I Pork Dukes sono un gruppo punk rock formatosi nel 1976 a Londra, durante la prima ondata di punk britannico.

## Storia
La band era originariamente formata dai due fratelli ed ex dei Gnidrolog, band progressive, Colin Goldring (voce/chitarra) e Stewart Goldring (chitarra/voce) con gli pseudonimi Vilos e Horrendus Styles e da Scabs (basso), Germun LePig (batteria, poi sostituito da Bonk) e Mack E. Valley (tastiere, poi rimpiazzato da Guardian Angel).
I Pork Dukes combinavano il pop punk dei Buzzcocks con testi molto volgari, irriverenti e in generale tipici del rock demenziale. 
Le vere identità dei componenti furono inizialmente tenute nascoste e la band suonava ai concerti sempre con maschere per coprire i volti, tanto che ci furono voci secondo le quali i Pork Dukes erano in realtà i Led Zeppelin, Steeleye Span, The Rezillos, Fairport Convention, Tenpole Tudor travestiti.
Dopo aver pubblicato dell'album Pink Pork e di tre singoli su Wood Records, la band si sciolse nel 1979, con l'album Pig Out of Hell che fu pubblicato postumo nel 1980. Bonk suonò poi per i Rezillos, Tenpole Tudor e Phantom Chords, band di Dave Vanian, frontman dei The Damned.
Nel 2001 i Pork Dukes si sono riformati, ricominciando tour e registrazioni.

## Discografia

### Singoli
- 1977 - Bend and Flush/Throbbing Gristle
- 1977 - Making Bacon/Tight Pussy
- 1978 - Telephone Masturbator/Melody Makers
- 2005 - Pop Stars/Save the Pigs, Burn the Fucking Farmers (God Save the Pigs)

### EP
- 1994 - Filthy Nasty: Live
- 1999 - Telephone Masturbator EP
- 2004 - Pop Stars EP

### Album
- 1979 - Pink Pork
- 1980 - Pig Out of Hell
- 1999 - All the Filth! - Raccolta
- 2003 - Kum Kleen! - Raccolta

### Live
- 2002 - Squeal Meat Again!